# Cosmosoma hercynacula
Cosmosoma hercynacula là một loài bướm đêm thuộc phân họ Arctiinae, họ Erebidae.